# Galeria Sztuki Współczesnej Elektrownia
Galeria Sztuki Współczesnej “Elektrownia” – galeria miejska  w Czeladzi, przy ul. Dehnelów 45 w budynku poprzemysłowym dawnej elektrowni Kopalni Saturn.  W 2010 roku obiekt został wpisany na Szlak Zabytków Techniki Województwa Śląskiego. Od 1 września 2016 roku obiektem zarządza Muzeum Saturn w Czeladzi.

## Budynek
Ceglany budynek elektrowni został zaprojektowany przez polskiego architekta Józefa Piusa Dziekońskiego i powstał w latach 1902–1908. Jest to obiekt o rzucie prostokąta z wejściem na osi, o dość rozbudowanej bryle. Jego charakterystycznym elementem jest wieża, stylizowana na gotycką, a elewację budynku zdobi wiele detali architektonicznych.
Adaptacja i przebudowa budynku pod kątem potrzeb Galerii rozpoczęła się 2 września 2012 roku. Prace ruszyły w 2013 roku. Z wykorzystaniem środków unijnych, obiekt przystosowano do współczesnych standardów dostępności; Oprócz funkcji wystawienniczej, dla których przeznaczono piętro i piwnicę w budynku znajduje się przestrzeń muzealna:  we wnętrzu w Sali Głównej w dobrym stanie zachowane zostały oryginalne maszyny i urządzenia byłej elektrowni w tym: dużych rozmiarów generator „Wanda” z 1903 r., kompresor, duże przetwornice, pulpit sterowniczy z oryginalnymi wyświetlaczami zegarowymi oraz 8-tonowa suwnica.

## Działalność
Galeria Sztuki Współczesnej “Elektrownia”  powstała z inicjatywy w 2005 roku. Galeria prowadzi głównie działalność wystawienniczą. W latach 2005–2011 Stowarzyszenie, przy współudziale Urzędu Miasta Czeladź, zorganizowało ponad 30 wystaw. Instytucja organizuje również warsztaty artystyczne oraz wydarzenia około-artystyczne, w tym w ramach Industriady.